# Volínia

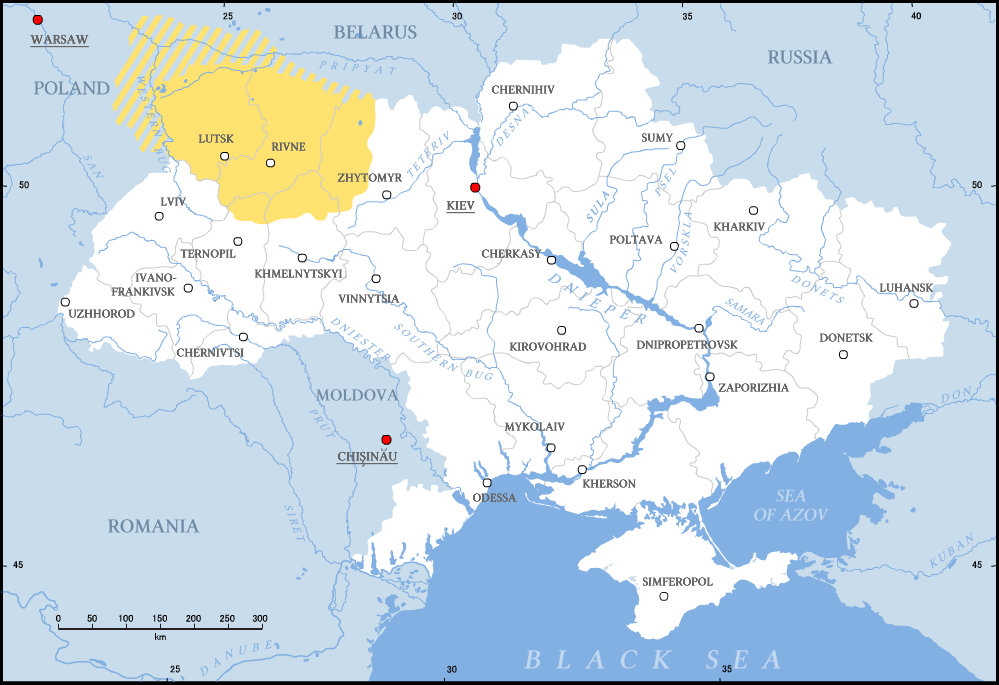
Volínia, em amarelo, na atual Ucrânia.

A Volínia (em ucraniano:  Волинь, transl. Volyn) é uma região localizada ao Noroeste da Ucrânia, entre os rios Pripiat e a Podólia.